# Carmine Benincasa

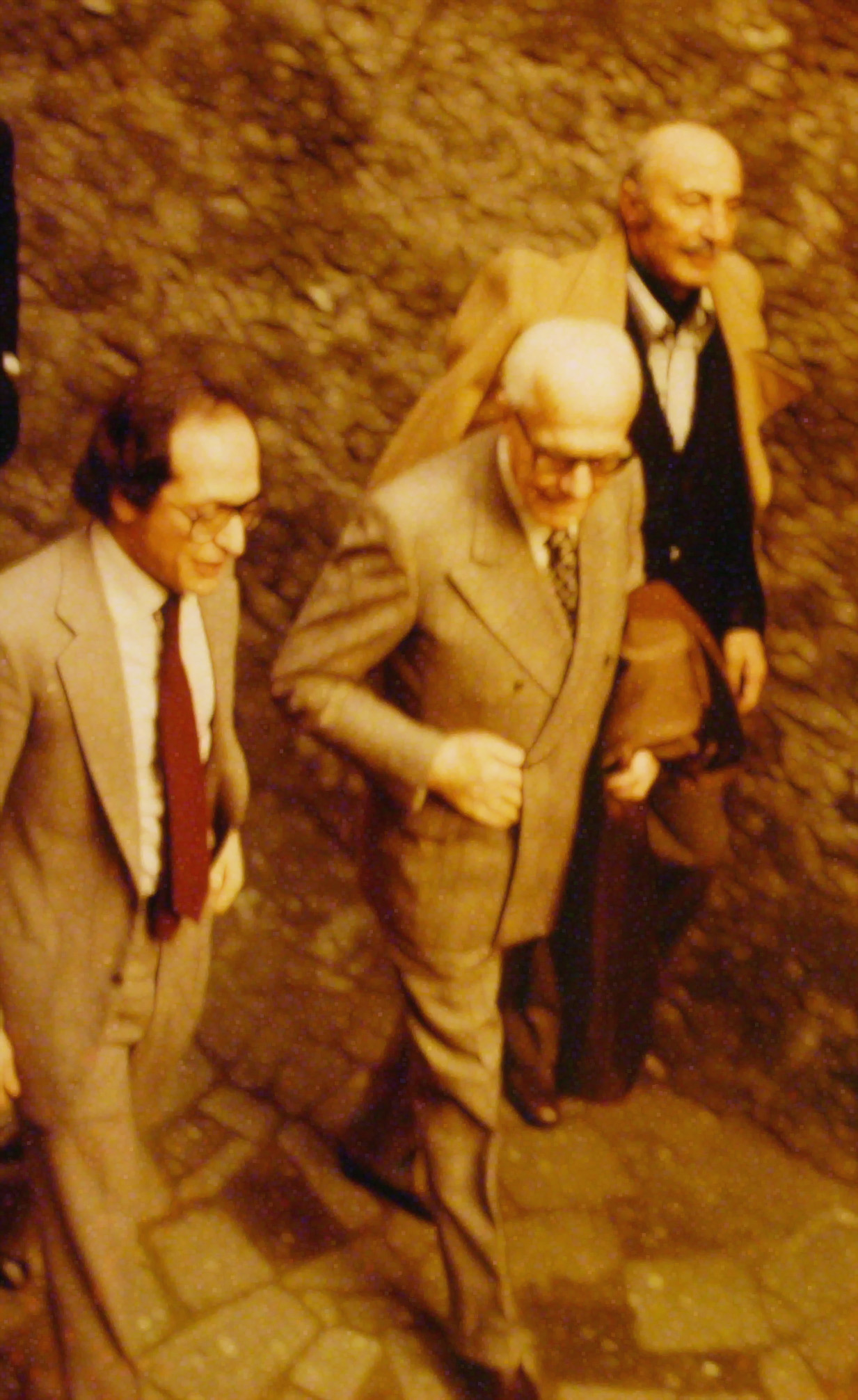
Carmine Benincasa (a sinistra) con il presidente Sandro Pertini (al centro) e Umberto Mastroianni (a destra)

Carmine Benincasa (Eboli, 17 dicembre 1947 – Roma, 3 agosto 2020) è stato un critico d'arte, filosofo, teologo e traduttore italiano.

## Biografia
Studiò teologia, filosofia e giurisprudenza a Roma. Dopo aver completato tutti i suoi studi iniziò a lavorare come traduttore di testi letterari (tra altri, Hans Urs von Balthasar) per poi organizzare e curare mostre d'arte.
Dal 1978 al 1982 fu membro della Commissione Consultiva Arti Visive della Biennale di Venezia e consigliere del Ministro per i Beni Culturali e Ambientali.
Fu professore di storia dell'arte presso l'Accademia di Belle Arti di Macerata così come presso quella di Firenze, e fu docente di storia dell'arte presso la facoltà di Architettura dell'università La Sapienza di Roma (dal 1977 al 1994).
Scrisse testi storico-critici su vari artisti del XX secolo.

## Pubblicazioni
- Chiesa e storia del cardinale Emmanuel Suhard e il Concilio Vaticano II, Ed. Paoline, 1967
- L'interpretazione tra futuro e utopia, Roma, Ed. Magma, 1973
- Poetica della negazione e della differenza, in Valerio Miroglio - Il Giudizio Universale, Roma, Ed. Magma, 1974
- Sul manierismo – Come dentro uno specchio, La Nuova Foglio Editrice, 1975; 2ª ed., Roma, Ed. Officina,
- Babilonia in fiamme – Saggi sull'arte contemporanea, Milano, Electa, 1978
- Architettura come dis-identità, Bari, Ed. Dedalo, 1978
- L'altra scena – Saggi sul pensiero antico, medioevale e controrinascimentale, Bari, Ed. Dedalo, 1979
- Anabasi – Architettura e arte 1960/1980, Bari, Ed. Dedalo, 1980
- Portale - Alle soglie del sapere, Ed. del Tornese, 1980
- Joan Miró, Roma, Ed. 2C, 1981
- Oskar Kokoschka - La mia vita, Venezia, Marsilio, 1981
- Oriente allo specchio, Roma, Ed. 2C, 1982
- Georges Braque – Opere dal 1900 al 1963, Venezia, Marsilio, 1982
- Jackson Pollock : opere 1930-1956 (mostra, Bari, Castello Svevo), Venezia, Marsilio, 1983
- Verso l'altrove – Fogli eretici sull'arte contemporanea, Milano, Electa, 1983
- Alvar Aalto, Ed. Leader, 1983
- Umberto Mastroianni – Monumenti 1945/1946, Milano, Electa, 1986
- Il colore e la luce – L'arte contemporanea, Milano, Spirali, 1985
- André Masson – L'universo della pittura, Milano, Mondatori, 1989
- con Alessio Paternesi, Armando Verdiglione e Alessandro Masi, "Le peintre et le temps", Spirali/Vel, 1990
- con Alessandro Masi,  e Pierre Restany, "Alfio Mongelli: infinito futuro", Joyce & Company, 1992
- Il tutto in frammenti: arte del XX secolo: una nuova interpretazione storica, Milano, Ed. Giancarlo Politi, 1994